# Amy Webb
Amy Lynn Webb (nascuda el 18 d'octubre de 1974) és una futurista nord-americana, autora, fundadora i CEO del Future Today Institute. És professora adjunta a l'Stern School of Business de la Universitat de Nova York, membre no resident a l'Atlantic Council, i va ser becària visitant Nieman 2014-2015 a la Universitat Harvard.

## Primera vida i educació
Webb va néixer i va créixer a East Chicago, Indiana. Assistint originalment a la Jacobs School of Music per estudiar clarinet clàssic, va obtenir el 1997 una llicenciatura en ciències polítiques, economia i teoria de jocs a la Indiana University Bloomington. Es va traslladar al Japó rural, on va treballar com a periodista independent i professora d'anglès. Va obtenir un màster a la Columbia University Graduate School of Journalism el 2001.

## Carrera
Webb va començar la seva carrera com a periodista cobrint les notícies de tecnologia i economia. Va ser periodista al The Wall Street Journal i després es va traslladar a Hong Kong per treballar com a reportera per a Newsweek, publicant les notícies que tractaven de tecnologies emergents. L'any 2006, Webb va fundar el Future Today Institute, una empresa de consultoria de gestió. Des del 2007, Webb és l'autor de l'Informe de tendències tecnològiques del Future Today Institute, un relat sobre el futur de les tecnologies i el seu impacte en la societat. El 2011, va cofundar Spark Camp, una conferència de lideratge centrada en el futur de les empreses, el govern i la societat.
Webb és membre visitant de la Saïd Business School de la Universitat d'Oxford, membre del Programa de Lideratge EUA-Japó, ( The Leadership U.S.-Japan Program) i va ser delegada a la Comissió Presidencial Bilateral EUA-Rússia, on va treballar en el futur de tecnologia, mitjans de comunicació i diplomàcia internacional. Va ser consultora futurista de la sèrie de televisió The First, del canal de subscripció Hulu, sobre una missió humana a Mart als anys 2030.
El 2008, la Contraloría va decretar la nul·litat d'un procés que li havia obert el 2006 per un presumpte detriment patrimonial. Un any abans, la Cort Constitucional de Colòmbia havia dictaminat a favor seu per «vulneració del degut procés i dret de defensa per indeguda notificació».
En un incident l'octubre de 2009 que va causar controvèrsia sobre la llibertat d'expressió i de premsa a Colòmbia, López va ser destituïda públicament del diari El Tiempo després de publicar una columna en què criticava com el diari havia cobert la informació relacionada amb l'escàndol d'Agro Ingreso Seguro. Segons López, el diari pertanyent a la família Santos, antics propietaris i ara accionista del diari, hauria intentat afavorir la candidatura de l'exministre i expresident Juan Manuel Santos. A més, López es va referir a l'interès del diari per aspirar a l'anomenat tercer canal de televisió privada al país. El Tiempo, dirigit per Roberto Pombo, va publicar la columna, amb una nota adjunta on s'assegurava que l'opinió de López s'interpretava com una carta de renúncia, que va ser acceptada immediatament. Alhora, qualificava les afirmacions de «falses, malintencionades i calumnioses».
El 2011 es va resoldre un procés penal a favor seu després que l'expresident Ernesto Samper la denunciés per injúries i calúmnies per vincular-lo amb la màfia en una columna de El Tiempo
L'any 2013 el governador d'Antioquia Luis Alfredo Ramos la va denunciar per acusar-lo d'haver aconseguit vots amb ajuda de grups paramilitars. «Ramos podria haver triat fer-ho sense el suport dels paramilitars i va escollir no fer-ho», va afirmar Claudia López al diari digital Semana. Les sospites es van confirmar el 28 d'agost de 2013 amb l'emissió d'ordre de captura contra l'exgovernador per nexes amb aquests grups. La Cort Suprema de Justícia el va deixar en llibertat per no trobar proves suficients i ser víctima d'una suposada xarxa de falsos testimonis.
L'any 2014, va arribar al Senat amb 81.125 vots com a candidata del partit Aliança Verda. El mateix any un advocat va demandar la seva investidura com a senadora per tenir una relació amb la representant a la Cambra Angélica Lozano, ja que la llei prohibeix que siguin congressistes per un mateix partit polític dues persones que tinguin una unió marital de fet. Elles han sostingut que aquesta prohibició no els concerneix atès que mantenien un festeig i no una unió marital de fet. El Consell d'Estat va rebutjar la demanda en contra de Claudia López i la seva parella i va mantenir la investidura d'ambdues.
El 27 de desembre de 2016, va anunciar la seva candidatura a les eleccions presidencials de 2018, i va ser la primera precandidata del partit Aliança Verda. El mateix any, formant part de la Coalició Colòmbia, integrada pel Pol Democràtic, Compromís Ciutadà i l'Aliança Verda, fou la vicepresidenta de Sergio Fajardo i va aconseguir el tercer lloc en la primera volta. A la segona volta va donar suport a Gustavo Petro. L'any 2018, per frenar la corrupció política, va promoure una consulta nacional que va estar a punt de ser aprovada.
L'any 2019, va ser inclosa en la prestigiosa llista de les 100 Dones més influents, publicada per la BBC, La llista Thinkers50 Radar del 2017 la va incloure com una de les 30 persones amb més probabilitats de donar forma al futur, de com es gestionen i lideren les organitzacions i va guanyar també el premi Thinkers50 RADAR 2017.
Ha recomanat la formació d'una Aliança Global sobre Augment de la Intel·ligència, una organització central que desenvoluparia estàndards pel que s'hauria d'automatitzar a l'hora de recopilar i compartir dades i visualitzar un futur amb sistemes més intel·ligents.

## Llibres
Les memòries Data, A Love Story de Webb van ser publicades per Dutton el 2013. El llibre narra els intents de Webb a un portal de cites en línia. En reunir-se inicialment amb un error, Webb va recopilar i analitzar dades per obtenir cites en línia del joc. Booklist va anomenar el llibre intel·ligent i inventiu, i Publishers Weekly el va considerar un "viatge divertit i perspicaç a través de les pàgines de cites en línia". El TED Talk sobre Data, A Love Story del 2013 de Webb s'ha traduït a 32 idiomes i s'ha vist més de 6,7 milions de vegades.
L'any 2015, la Universitat Harvard va publicar How To Make J-School Matter (Again), la investigació de Webb sobre els reptes als quals s'enfronten els educadors de periodisme i el futur del periodisme.
El llibre de Webb The Signals Are Talking: Why Today’s Fringe Is Tomorrow’s Mainstream va ser publicat per PublicAffairs el 6 de desembre del 2016. Al llibre, descriu la seva metodologia per a la previsió estratègica i examina com s'accepten àmpliament els senyals febles. Va ser seleccionat com un dels millors llibres de negocis del 2016 per Fast Company i com un dels millors llibres d'Amazon del desembre de 2016. Va ser un èxit de vendes de The Washington Post, i ha estat traduït al japonès, coreà i xinès.
El llibre de Webb The Big Nine: How The Tech Titans and Their Thinking Machines Could Warp Humanity va ser publicat per PublicAffairs el 5 de març de 2019. Va guanyar el Premi Axioma d'Or 2020 per a la tecnologia empresarial. Al llibre, prediu els millors i pitjors casos sobre intel·ligència artificial (IA) durant els pròxims 50 anys. Utilitza el terme G-MAFIA, que va encunyar, per referir-se a les grans empreses tecnològiques cotitzades en borsa nord-americanes com Google, Microsoft, Amazon, Facebook, IBM i Apple. Ella diu que G-MAFIA i les empreses xineses Baidu, Alibaba i Tencent (conegudes com a BAT) tenen el control més gran sobre el futur de la IA i explica la importància de considerar els interessos de la humanitat quan es tracta d'IA. Fragments de The Big Nine es van publicar a Wired, Fast Company, Inc., i Business Insider. VentureBeat va anomenar el llibre "una imaginació accessible i constructiva del que podria venir després".

## Vida personal
Webb és jueva. Viu a la ciutat de Nova York i a Baltimore, Maryland, amb el seu marit i la seva filla.